# Albinaria corrugata
Albinaria corrugata is een slakkensoort uit de familie van de Clausiliidae. De wetenschappelijke naam van de soort is voor het eerst geldig gepubliceerd in 1792 door Bruguiere.
Deze soort komt voor in Griekenland.